# منصة الأمم المتحدة للمعلومات الفضائية لإدارة الكوارث والاستجابة لحالات الطوارئ

منصة الأمم المتحدة للمعلومات الفضائية لإدارة الكوارث والاستجابة لحالات الطوارئ")(UN-SPIDER) هي عبارة عن منصة تسهل استخدام التقنيات الفضائية لإدارة الكوارث والاستجابة لحالات الطوارئ. إنه برنامج تحت رعاية مكتب الأمم المتحدة لشؤون الفضاء الخارجي (يونوسا).

## روابط خارجية
- UNOOSA
- بوابة المعرفة لبرنامج سبايدر
- القرار 61/110 الذي اتخذته الجمعية العامة
- حول برنامج سبايدر
- منشورات برنامج سبايدر